# Vitalij Vasziljevics Volkov
Vitalij Vasziljevics Volkov (Виталий Васильевич Волков, Uszty-Karszk, 1933. január 28. – Moszkva, 2000. november 23.) orosz, szovjet régész, a mongóliai régészet és a közép-ázsiai nomád népek kultúrájának szakértője, a történettudományok doktora (1990).

## Élete és munkássága
Egy kis dél-szibériai településen, a Csitai terület (ma: Bajkálontúli határterület) Szretyenszki járásának Uszty-Karszk nevű falujában született. Apja bányamérnök volt (meghalt 1939-ben Irkutszkban), egy száműzött lengyel felkelő leszármazottja. Anyja sokgyermekes szmolenszki parasztcsaládból származott, aki gyerekként az 1930-as években kitelepített családdal került Szibériába. Az irkutszki pedagógiai főiskolán tanult és 1941-ben házasságot kötött az ugyanott végzett Badzarin Sirendev (Базарын Ширэндэв) mongol történésszel, majd a család Ulánbátorba költözött. A fiú egész Mongóliát beutazta nevelőapjával, aki nagy hatással volt személyiségére. Badzarin Sirendev (vagy Sirendib) később akadémikus lett, és a Mongol Állami Egyetem első rektora, a Mongol Tudományos Akadémia megalapításának szervezője és első elnöke, a Mongol Kommunista Párt egyik vezető funkcionáriusa volt.
Vitalij Volkov nagyrészt Ulánbátorban végezte az iskolát, de már Moszkvában fejezte be, majd 1951-től a moszkvai egyetem történelem szakán tanult és elsősorban régészettel foglalkozott. Az egyetem elvégzése után, 1956-ban Mongóliában tanított az egyetemen, és ott kezdődött el önálló terepmunkája is. 1962-ben visszatért Moszkvába, a Szovjetunió Tudományos Akadémiája Régészeti Intézetének munkatársa lett és élete végéig az maradt. Az intézetben a bronzkori alosztály helyettes vezetőjeként, és sok éven át a szovjet-mongol történeti és kulturális expedíció helyettes vezetőjeként dolgozott (1992-ig). Legfontosabb és leginkább kedvelt tevékenysége a mongóliai terepmunka volt. Barlangfestmények, szarvasos kövek, ősi temetkezési helyek százait kereste fel, sokat közülük ő fedezett fel és ismertetett a szaktudomány számára. Ehhez képest viszonylag keveset publikált. Utolsó éveiben súlyos betegség akadályozta munkájában.
1966-ban védte meg kandidátusi disszertációját, melyből a következő évben könyve jelent meg.
1990-ben készült el doktorija munkája, melyben a szkíták kultúrájának kezdetei időszakával foglalkozott. Mintegy ötven tudományos munkája jelent meg, köztük három monográfia. Ezek alapvető jelentőségűek a mongóliai területek bronzkori kultúrájának megismerése szempontjából.
- Бронзовый и ранний железный век Северной Монголии – Ulánbátor, 1967
- Оленные камни Монголии – Ulánbátor, 1981; második, bőv kiadás – Moszkva, 2002.
- Ulangom ein skytenzeitliches Graberfeld der Mongolei – (társszerzőként) Wiesbaden, 1982.